# Anne Jackson
Anna June Jackson (Millvale, 3 settembre 1925 – New York, 12 aprile 2016) è stata un'attrice statunitense.

## Biografia
Nata nel 1925 da Stella e John Jackson, era la più piccola di tre sorelle. Il padre era croato e il cognome originale era "Jakšeković". Di ascendenza anche irlandese, la Jackson studiò recitazione alla Neighborhood Playhouse e successivamente all'Actor's Studio, frequentato anche dall'attore Eli Wallach, con cui fu sposata dal 5 marzo 1948 fino alla morte di lui, avvenuta il 24 giugno 2014. La coppia ebbe tre figli: Peter (1951), Roberta (1955) e Katherine (1958).
Anne Jackson fu un'interprete prevalentemente teatrale ed ebbe grande successo a Broadway in numerosi spettacoli, tra cui il dramma Estate e fumo, dando il meglio di sé in parti di donne smaliziate in commedie di tipo sofisticato. Recitò più volte con il marito Eli Wallach, con il quale interpretò - fra gli altri - The Tiger Makes Out (1967), versione cinematografica di un atto unico di Murray Schisgal.
Morì a New York il 12 aprile 2016, a 90 anni.

## Filmografia parziale

### Cinema
- Belle giovani e perverse (So Young So Bad), regia di Bernard Vorhaus e, non accreditato, Edgar G. Ulmer (1950)
- Il viaggio (The Journey), regia di Anatole Litvak (1958)
- In punta di piedi (Tall Story), regia di Joshua Logan (1960)
- The Tiger Makes Out, regia di Arthur Hiller (1967)
- Diario segreto di una moglie americana (The Secret Life of an American Wife), regia di George Axelrod (1968)
- Come salvare un matrimonio e rovinare la propria vita (How to Save a Marriage and Ruin Your Life), regia di Fielder Cook (1968)
- Dingus, quello sporco individuo (Dirty Dingus Mcgee), regia di Burt Kennedy (1970)
- Il falso testimone (Zig Zag), regia di Richard A. Colla (1970)
- The Angel Levine, regia di Ján Kadár (1970)
- Amanti ed altri estranei (Lovers and Other Strangers), regia di Cy Howard (1970)
- Sticks and Bones, regia di Robert Downey Sr. (1973)
- Independence, regia di John Huston (1976) - cortometraggio
- Cattive abitudini (Nasty Habits), regia di Michael Lindsay-Hogg (1977)
- Shining, regia di Stanley Kubrick (1980)
- Bebè mania (Funny About Love), regia di Leonard Nimoy (1990)
- Guai in famiglia (Folks!), regia di Ted Kotcheff (1992)

### Televisione
- The Doctor – serie TV, episodi 1x17-1x19-1x25 (1952-1953)
- General Electric Theater – serie TV, episodi 4x35-10x31 (1956-1962)
- La scelta (The Family Man), regia di Glenn Jordan – film TV (1979)
- Vai con amore (Blinded by the Light), regia di John Alonzo – film TV (1980)
- Un sorriso per vivere (Leave 'em Laughing), regia di Jackie Cooper – film TV (1981)
- Autostop per il cielo (Highway to Heaven) – serie TV, episodio 3x22 (1987)
- Law & Order - I due volti della giustizia (Law & Order) – serie TV, episodio 8x09 (1997)

## Doppiatrici italiane
- Renata Marini in In punta di piedi
- Flora Carosello in Bebè mania
- Gabriella Genta in Guai in famiglia
- Melina Martello in Shining (scene aggiuntive nell'edizione del 2019)